# Dalian Shipbuilding Industry Company
Dalian Shipbuilding Industry Company (DSIC) — суднобудівна компанія розташована в Даляні, провінція Ляонін, Китай. Вона є частиною Китайської суднобудівної корпорації (CSIC), яка згодом була об’єднана з Китайською державною суднобудівною корпорацією, утворивши найбільшу суднобудівну компанію Китаю.

## Основи

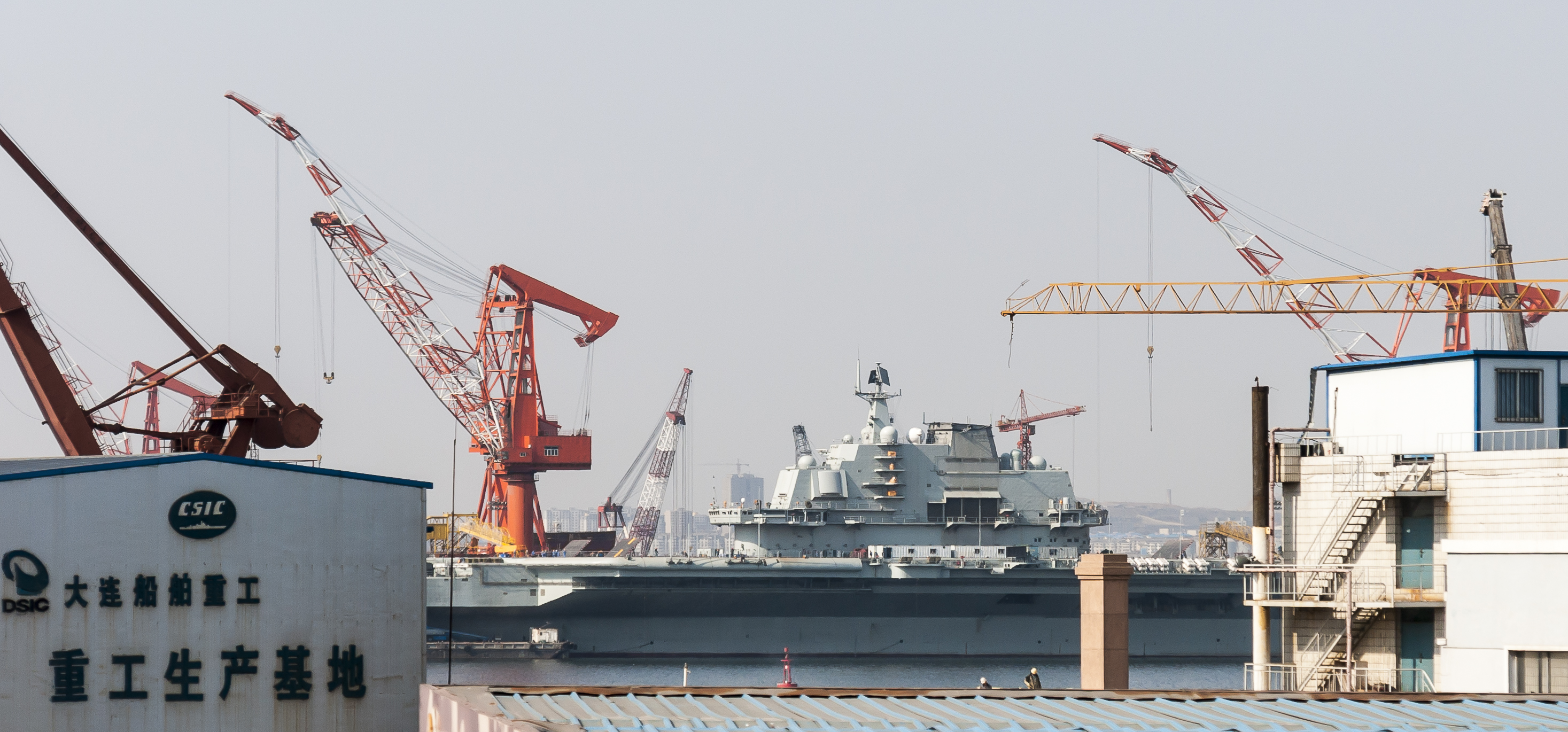
Перший авіаносець Китаю «Ляонін» на ремонті в Dalian Shipbuilding Industry Company

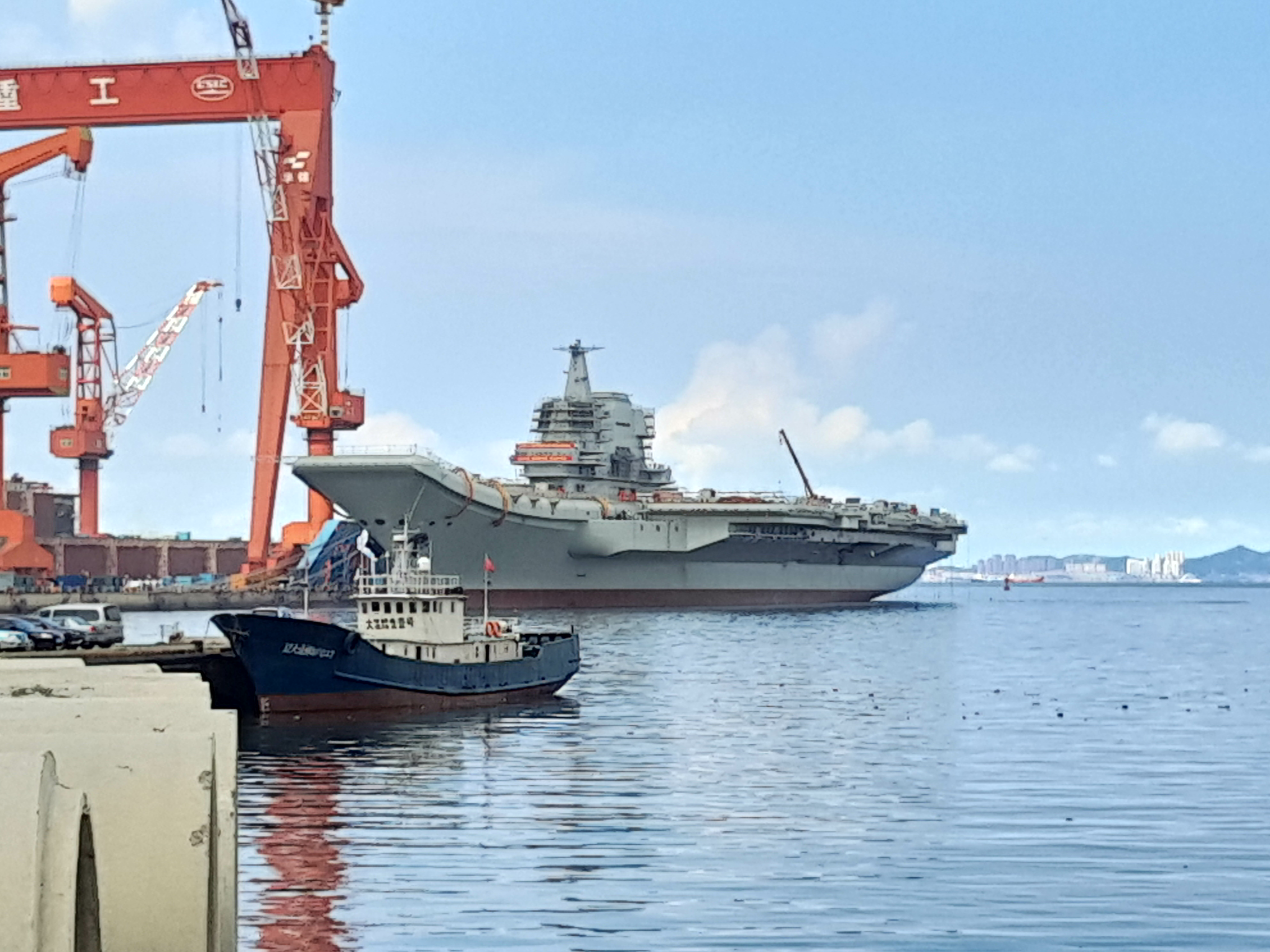
Другий китайський авіаносець Shandong після спуску на воду в компанії Dalian Shipbuilding Industry Company

Dalian Shipbuilding Industry Company (DSIC) була створена в грудні 2005 року в результаті злиття Dalian Shipbuilding Industry Company та Dalian New Shipbuilding Industry Company і є найбільшою суднобудівною компанією в Китаї. Він належить:
- Китайська корпорація суднобудівної промисловості

яке є одним із двох державних підприємств, які виникли згідно з директивою Державної ради Китаю від 1999 року, а інше:
- Китайська державна суднобудівна корпорація

У той час як перша корпорація котирується на Шанхайській фондовій біржі, остання (поки що) не котирується. Окремо ВМС Народно-визвольної армії володіє військовими верфями, такими як Лушунь, Далянь, Ляонін.
DSIC розташована на двох верфях із загальною площею 3 400 000 квадратних метрів землі та володіє 15 000 співробітників. Її дохід у 2006 році перевищив CN￥10 000 000 000, що робить її суднобудівною компанією № 1 у Китаї, перевищуючи Shanghai Waigaoqiao Shipbuilding Industry Company.

## Історія
Компанія Dalian Shipbuilding Industry Company має понад 100-річну історію.
- Червень 1898: Росія почала будівництво верфі поруч із портом Далянь на новій орендованій території.
- 1905: Японія замінила Росію, щоб орендувати Далянь і продовжила розширення верфі
- 1945: Росія звільнила Північно-Східний Китай і поділилася з Китаєм операціями Далянської верфі
- 1955: стала "China Shipbuilding Company", керована Китаєм
- У 1960-х роках побудував перший у Китаї підводний човен, оснащений керованими ракетами
- У 1970-х роках побудував перший у Китаї есмінець, оснащений керованими ракетами.

- Липень 1984: Відокремилася Dalian Maritime Diesel Company (DMDC) та інші дочірні компанії.
- Серпень 1990: на заході старої верфі було завершено будівництво нової верфі Далянь.
- Протягом 1990-х років за допомогою корпорації Hitachi Shipbuilding Corporation (нині є частиною Universal Shipbuilding Corporation) та інших запровадив метод «блочної конструкції», що скоротило час і вартість будівництва корабля.
- Серпень 2000: Dalian New Ship Yard було зареєстровано як Dalian New Shipbuilding Industry Co., Ltd.

- Квітень 2002: Dalian New Ship Yard було зареєстровано як Dalian Shipbuilding Industry Co., Ltd.
- 2005: Відповідно до директиви Державної ради Китаю ці дві компанії об’єдналися, щоб стати Dalian Shipbuilding Industry Co., Ltd.
- 2009: Колишній радянський авіаносець «Варяг» був переобладнаний на авіаносець ВМС Народно-визвольної армії « Ляонін» для навчання.
- 2014: переобладнаний китайський авіаносець «Ляонін» з навчально-тренувального на боєздатний авіаносець.
- 2013-2017: Побудований перший місцевий китайський авіаносець «Шаньдун».

## Дивись також
- Суднобудування та верф
- Китайська корпорація суднобудівної промисловості (CSIC)